# Бозра (Коннектикут)
Бозра (англ. Bozrah) — місто (англ. town) в США, в окрузі Нью-Лондон штату Коннектикут. Населення — 2429 осіб (2020).

## Демографія
Згідно з переписом 2010 року, у місті мешкало 2627 осіб у 1007 домогосподарствах у складі 725 родин. Було 1059 помешкань
Расовий склад населення:
| - 95,5 % — білих - 1,1 % — чорних або афроамериканців - 0,5 % — азіатів - 0,4 % — корінних американців |

До двох чи більше рас належало 1,8 %. Частка іспаномовних становила 3,5 % від усіх жителів.
За віковим діапазоном населення розподілялося таким чином: 21,0 % — особи молодші 18 років, 64,0 % — особи у віці 18—64 років, 15,0 % — особи у віці 65 років та старші. Медіана віку мешканця становила 43,9 року. На 100 осіб жіночої статі у місті припадало 102,1 чоловіків;  на 100 жінок у віці від 18 років та старших — 103,9 чоловіків також старших 18 років.
Середній дохід на одне домашнє господарство  становив 91 730 доларів США (медіана — 82 500), а середній дохід на одну сім'ю — 98 521 долар (медіана — 90 865). Медіана доходів становила 62 500 доларів для чоловіків та 44 779 доларів для жінок. За межею бідності перебувало 4,8 % осіб, у тому числі 1,2 % дітей у віці до 18 років та 0,6 % осіб у віці 65 років та старших.
Цивільне працевлаштоване населення становило 1446 осіб. Основні галузі зайнятості: освіта, охорона здоров'я та соціальна допомога — 30,4 %, мистецтво, розваги та відпочинок — 12,7 %, роздрібна торгівля — 11,1 %.